# Zašle
Zašle (makedonska: Зашле) är en ort i Nordmakedonien. Den ligger i kommunen Demir Hisar, i den sydvästra delen av landet, 70 kilometer söder om huvudstaden Skopje. Zašle ligger 1 220 meter över havet och antalet invånare är 103.